# Alternative libertaire (Belgique)
Ne doit pas être confondu avec Alternative libertaire (France) ou Alternative libertaire (journal).
Pour les articles homonymes, voir Alternative libertaire et AL.
Alternative libertaire est un journal mensuel édité en Belgique de 1975 à 2005.
La durée de sa parution (30 ans et 282 numéros), son ouverture aux débats et ses affiches ont contribué à élargir l'audience des idées libertaires en Belgique francophone.

## Première époque
10 octobre 1975 - Avril 1977 : premières parutions (cinq numéros), à Bruxelles, à l'initiative d'un collectif du même nom regroupé autour de Jean-Marie Neyts, issu de la période précédente du mouvement libertaire bruxellois (il publia en 1972 NOIR, le journal pour voir clair).

## Deuxième époque
Mai 1977 - Avril 2001 : le journal est édité par un collectif autogéré réuni autour de l'imprimerie de l'asbl 22 mars,,, et des éditions du même nom.

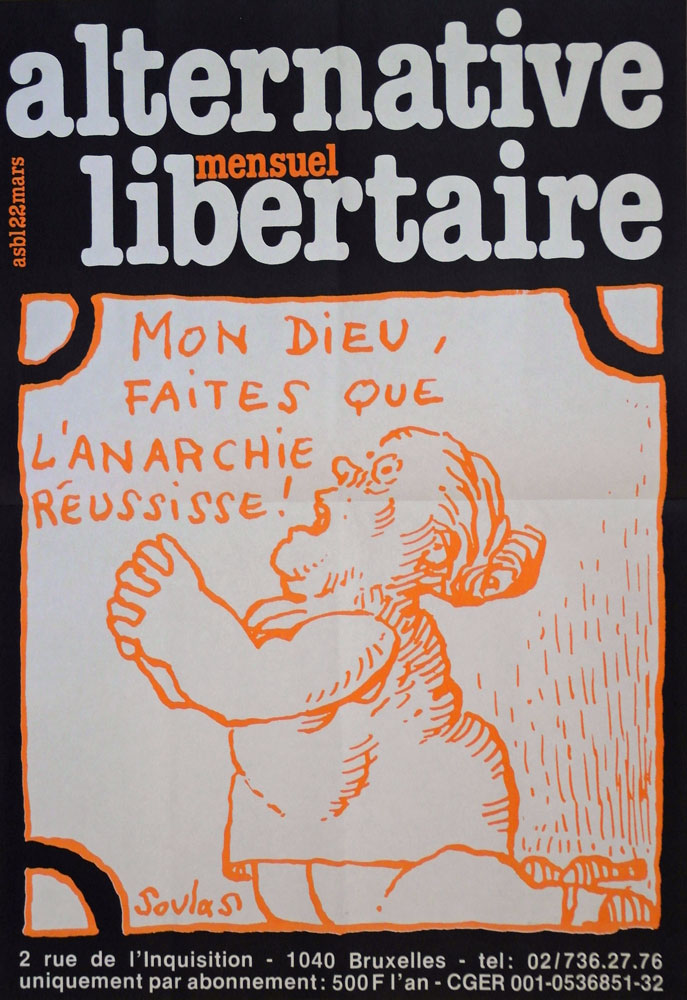
Mon dieu, faites que l'anarchie réussisse ! (dessin de Soulas - 1985)

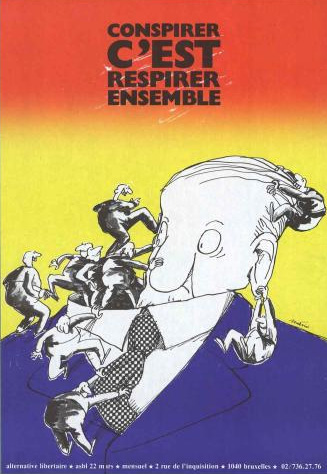
Conspirer, c’est respirer ensemble (1985).

Cette asbl créée en mars 1977 par Roger Noël, dit « Babar », imprimera le journal pendant toute cette période.
Le journal se veut alors, « belgo-français » et « de débats et de critique sociale radicale », affirmant en manchette que « la résignation est un suicide quotidien ».
Il se définit comme étant « un mensuel indépendant, de critique sociale et de débats. Exempt de toute prostitution publicitaire [et de] tout subside d’Etat ou institutionnel [...] jaloux de [son] indépendance et de [sa] liberté de parole. Ancré dans le courant historique libertaire [...] au confluent des sensibilités anarchiste, d’écologie sociale, féministe et socialiste antiautoritaire [...] ouverts à toutes les démarches anti-capitalistes et émancipatrices, une agora, un espace de discussions entre tous les individus et les collectifs qui se retrouvent dans le large mouvement multiforme de celles et ceux qui refusent la loi cannibale de l’argent et la bêtise des « pouvoirs ».

### Les années 1970/80
Dans la première période, l'activisme est débridé. La collaboration avec d'autres groupes de base continue et s’intensifie avec, entre autres, le Comité d'action des prisonniers, Les Amis de la Terre, la Coordination anti-nucléaire de Bruxelles.

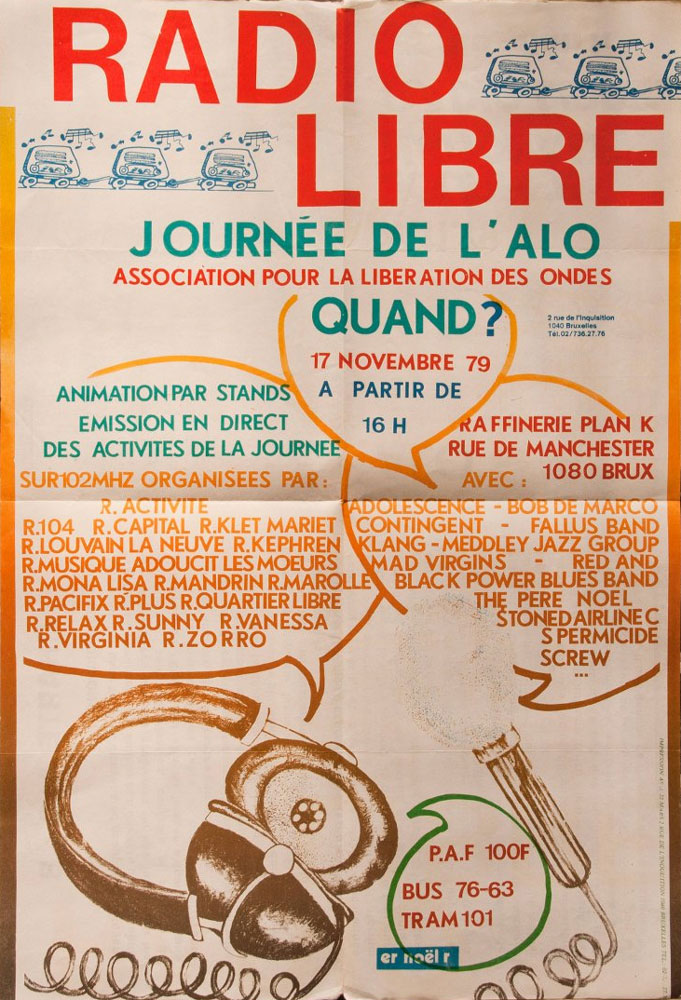
La journée des radios libres organisée pat lAssociation pour la Libération des Ondes le 17 novembre 1979.

Dès 1978, le collectif qui édite le journal et l'imprimerie du 22 mars est à l'initiative du mouvement des radios libres, notamment en éditant gratuitement et en insérant dans ses pages le Bulletin de l’association pour la libération des ondes qui « s’engage résolument dans la dépénalisation en Belgique des radios libres d’expression locale et sans publicité commerciale et qui relaye toutes les expériences de radio libre en Belgique francophone ».
À plusieurs reprises, le collectif rassemblera des milliers de personnes aux Halles de Schaerbeek (animée par Philippe Grombeer) pour des évènements festifs comme la Fête du Soleil (création de la Coordination Anti-Nucléaire de Bruxelles) ou Mai 68 - Mai 88, et ce n'était qu'un début (commémoration ironique)[réf. nécessaire].
L'audience du journal s'élargit en Belgique francophone et jusqu'en France.
Alternative libertaire se présente comme un journal écrit par ses lecteurs, « Un mensuel dissident pour des lecteurs différents ».
Le journal se veut ouvert aux débats : « plus d'idées justes, juste des idées ». Son but n'est pas de conforter les militants déjà convaincus mais de s'adresser à la périphérie du mouvement, c’est-à-dire aux personnes qui n'ont pas encore de conceptions politiques affirmées et qui sont intéressées par les pratiques libertaires. Cette ouverture d'esprit amène le mouvement libertaire à s'éloigner de ses réflexes dogmatiques groupusculaires (voire sectaires) et joue un rôle important dans l'élargissement notable de la diffusion des idées libertaires en Belgique francophone.

### Les années 1990

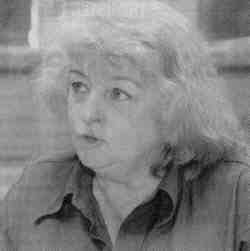
Chiquet Mawet, alias Michelle Beaujean, à la fin des années 1990

Le journal profitera ainsi du renouveau du militantisme activiste de la fin des années 1990 qui s'exprime, en Belgique, au travers de la création de différents collectifs : Collectif contre les expulsions (CCLE) très présent dans la lutte aux côtés des sans-papiers, contre les centres de rétention et dans le mouvement de protestation après la mort de Semira Adamu ; collectif pour les droits des chômeurs comme Chômeur Pas Chien (CPC) ; le Collectif sans ticket (CST) qui milite pour le droit à la mobilité pour tous dans les transports en commun bruxellois ; Les Compagnons du Partage collectif regroupant des sans-abris qui occuperont un château inoccupé dans la banlieue de Bruxelles ; etc.
Preuve de son ouverture, le journal n'hésite pas, non plus, à travailler en collaboration avec des associations plus institutionnels comme la Ligue des droits de l'Homme, le Cercle du Libre Examen de l'ULB, le mouvement laïque, la Liaison Antiprohibitionniste.
La visibilité du journal augmente, notamment grâce à la publication mensuelle d'une affiche,

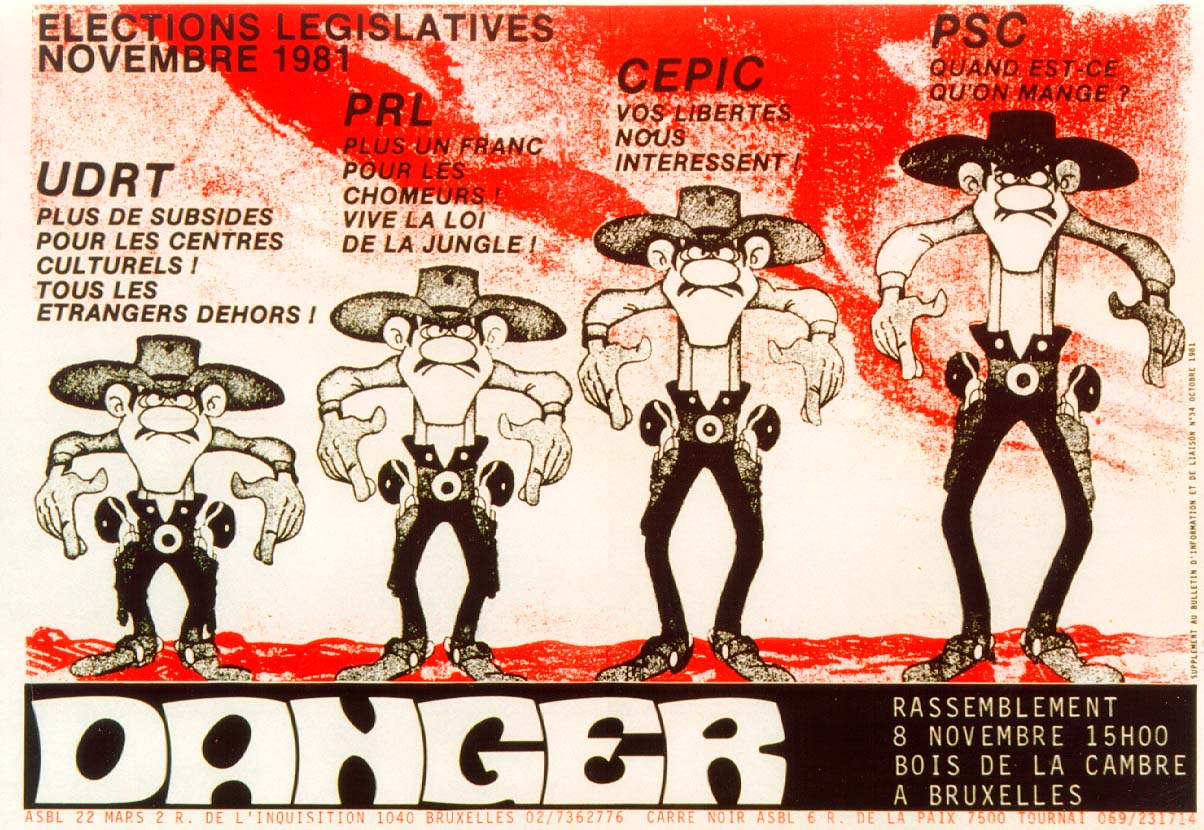
Affiche novembre 1981

Si Alternative libertaire est avant tout un « journal écrit par ses lecteurs », de nombreux textes sont repiqués de la presse libertaire francophone, prolongeant ainsi leur audience en Belgique.
Des « plumes » régulières viennent également enrichir son contenu comme Yves Le Manach (auteur de Bye-bye turbin ! publié en 1973 aux Éditions Champ libre) ou Michèle Beaujean dite « Chiquet Mawet ». Cette dernière, dramaturge, conteuse, poétesse, militante sociale et professeur de morale, apportera la contradiction face à l'anarchisme dogmatique et surtout, par ses chroniques, une richesse humaniste. .
Des dessinateurs collaborent aussi régulièrement comme Mario ou Gaüzère.
En 1994 et 1995, Alternative libertaire mène campagne contre les visites du pape Jean-Paul II en Belgique. 
À cette occasion est coéditée avec l'Association pour l'Art et l'Expression Libre (AAEL) de Toulouse, l'affiche Contre le SIDA : la capote, pas la calotte (à voir ici). Elle est rééditée avec, notamment, Act Up Bruxelles, le Cercle du Libre Examen de l'ULB, la revue Tels Quels,.
Le journal publie également un numéro spécial (diffusé dans toutes les librairies du pays) en collaboration avec les revues Golias Magazine Belgique et Toudi (José Fontaine).
Chiquet Mawet appuie cette campagne par l'écriture d'une pièce de théâtre : Le Pape et la putain
En 1997, Alternative libertaire met en ligne sur internet, chaque mois, de larges extraits du journal .
Début 1999, sous le titre Belgique 1999, une force se cherche, un documentaire vidéo est réalisé par Les Films du Monde libertaire.
En 1999-2000, Fabrice Wilvers rédige un mémoire de bibliothécaire-documentaliste qui lui est consacré sous la forme de la création d'une base données.

### Les éditions Alternative libertaire
Ne doit pas être confondu avec Éditions d'Alternative libertaire.

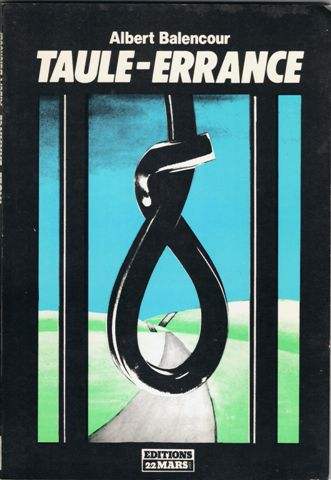
Taule-errance d'Albert Balencour, le premier livre des Éditions 22-Mars. (1983)

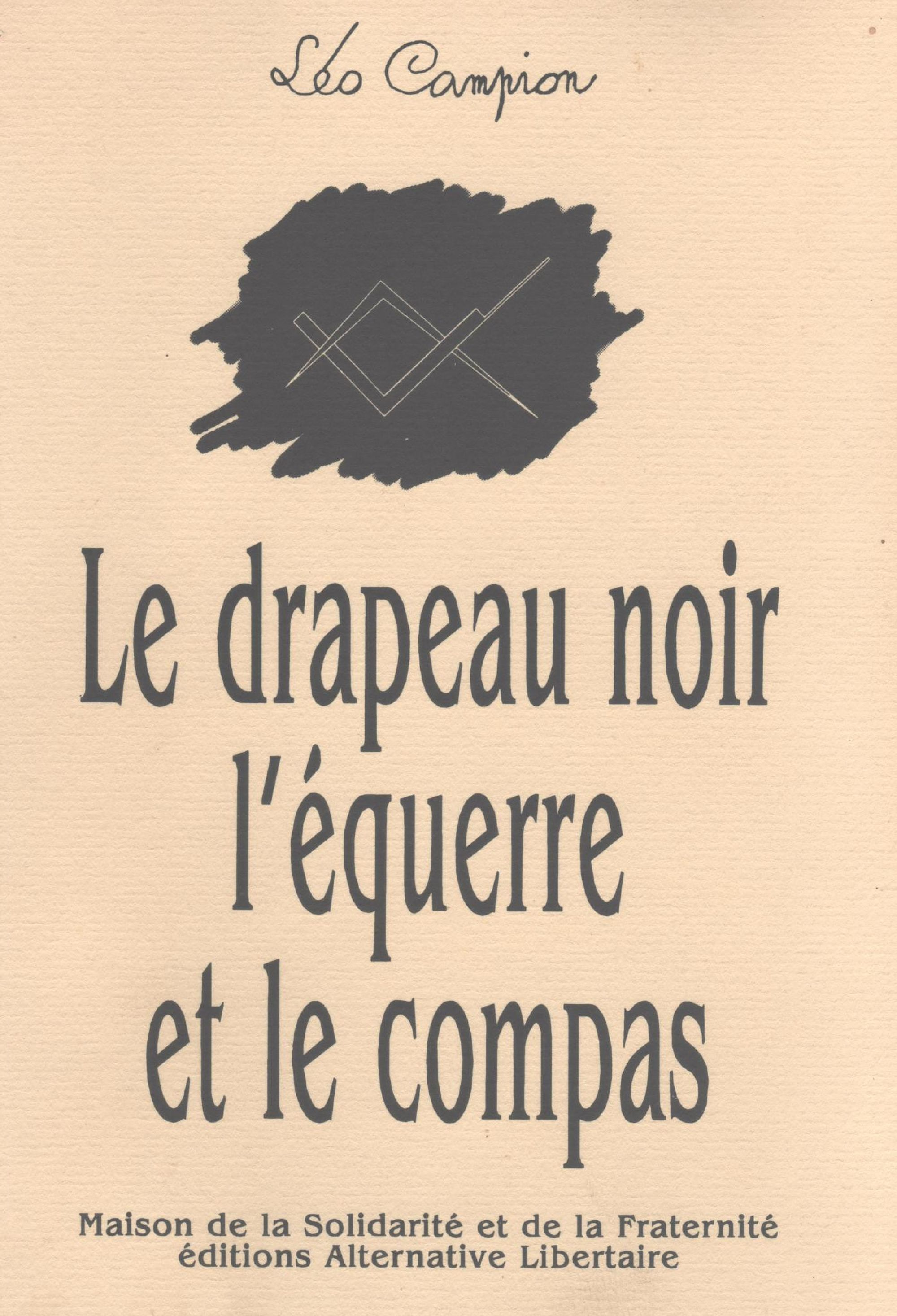
Léo Campion, Le Drapeau noir, l'Équerre et le Compas : les Maillons libertaires de la Chaîne d'Union (1996)

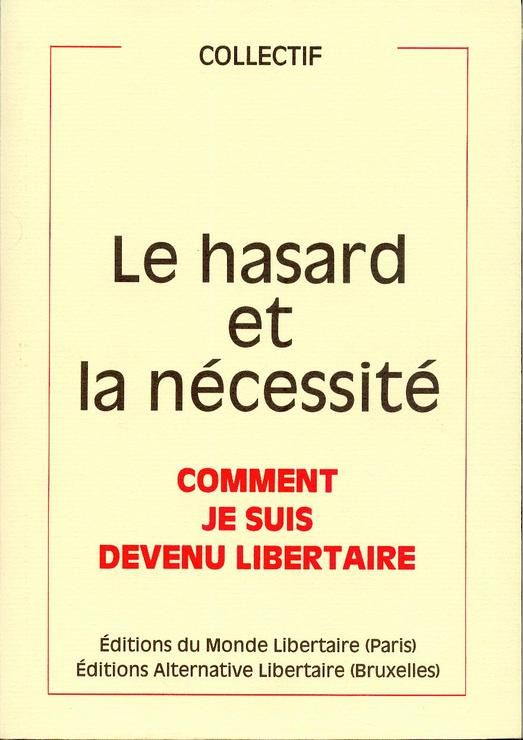
Le Hasard et la nécessité : comment je suis devenu libertaire (1997)

En plus de la parution mensuelle, plusieurs livres et brochures sont édités sous les appellations Éditions 22 mars et Éditions Alternative libertaire.
- Taule-errance [37] d'Albert Balencour[38], préface de Michel Cheval[39], premier livre édité par les Éditions 22 mars en 1983[40].
- L’injure [41] de Jules Brunin [42], deuxième livre édité par les Éditions 22 mars en 1984[43]
- Le Drapeau noir, l'Équerre et le Compas de Léo Campion coédité avec la Maison de la solidarité et de la fraternité, 1996[44] (réédité en 2002 et 2004).
- Nicolas Walter (trad. de l’anglais Marianne Enckell), Centre international de recherches sur l'anarchisme (Lausanne), 1981, Éditions Alternative libertaire, Cgecaf.

Le journal mettra aussi son imprimerie au service d'autres groupes comme les Éditions Humeurs Noires & CCL de Lille (France), le Réseau Scalp-No Pasaran, etc.

#### Coéditions avecLe Monde libertaire
De nombreux livres et brochures, en coéditions, avec les Éditions du Monde libertaire.
- Jean-François Füeg, L'anticommunisme des anarchistes suivi de René Berthier[48].
- Collectif, Le Hasard et la nécessité : comment je suis devenu libertaire, 1997, Sudoc et Cgecaf.
- Collectif, Les Anars des origines à hier soir, 1999, extraits en ligne, Cgecaf.
- Xavier Bekaert, Anarchisme, violence et non-violence : Petite anthologie de la révolution non-violente chez les principaux précurseurs et théoriciens de l’anarchisme, Paris/Bruxelles, Éd. du "Monde libertaire" / "Alternative libertaire", mars 2000, 76 p. (ISBN 978-2-903013-93-6 et 2-903013-93-4, lire en ligne)[49].
- Collectif, Increvables anarchistes: histoire(s) de l’anarchisme des anarchistes, et de leurs foutues idées au fil de 150 ans du « Libertaire » et du « Monde Libertaire », 10 brochures[50].

### Quelques textes significatifs

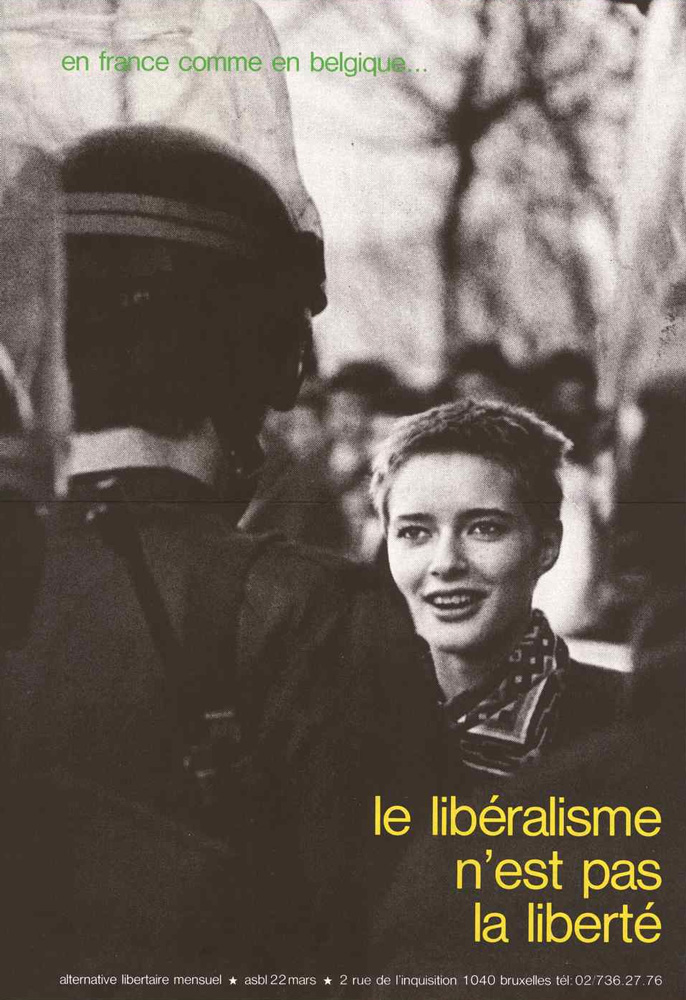
Affiche Alternative libertaire (1983)

#### Sur la Belgique
- Belgique, état des lieux d'une non-nation, Didier Brissa, Archipel, Forum Civique Européen.
- Des ballets roses au témoignage d'X1. L'enquête impossible !, traduction d'un article de Douglas De Coninck paru dans De Morgen le 1er décembre 98.
- Le Mal au dos du Roi. Les secrets de la Belgique sont des secrets de Polichinelle : sitôt révélés, sitôt éventés, Thésée.

#### Sur l'anarchisme
- L'Anarchisme, quésako ?, Alternative Libertaire.
- L'Anarchisme, une hérésie moderne, Christian Ferrer, traduction de l'espagnol María Laura Moreno Sainz.
- De la nature humaine chez les anarchistes, Xavier Bekaert.

## Notes et références

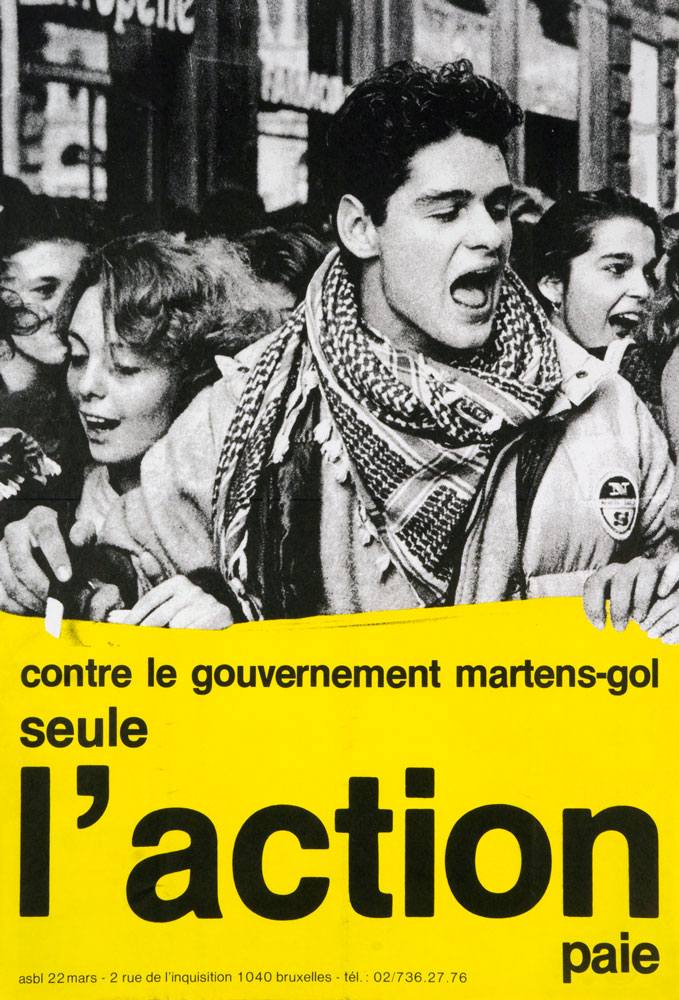
Affiche - 1982
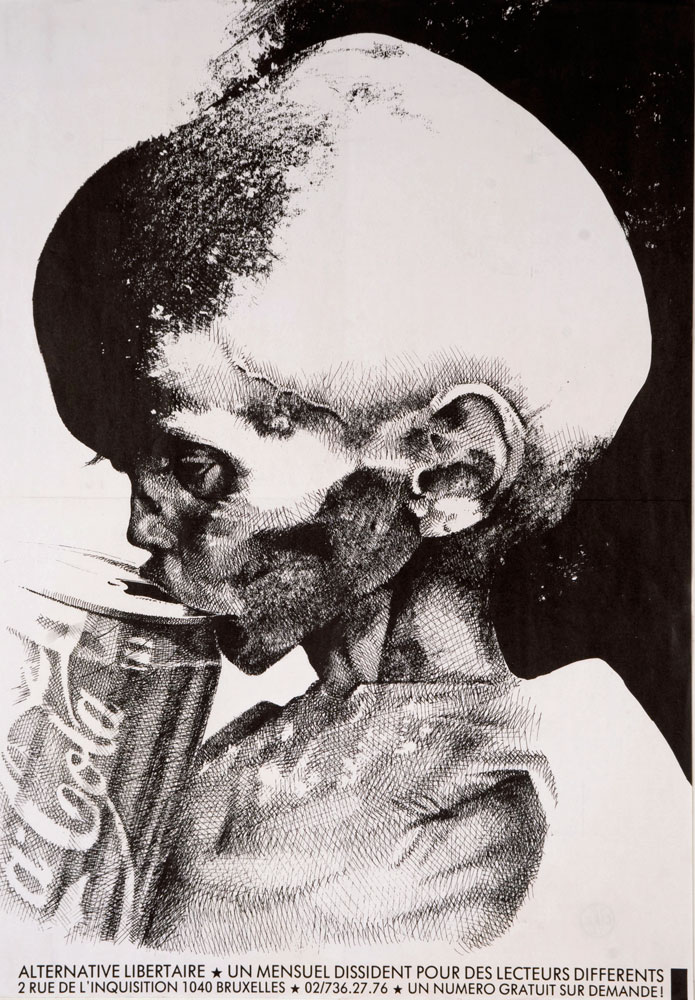
Affiche - 1983
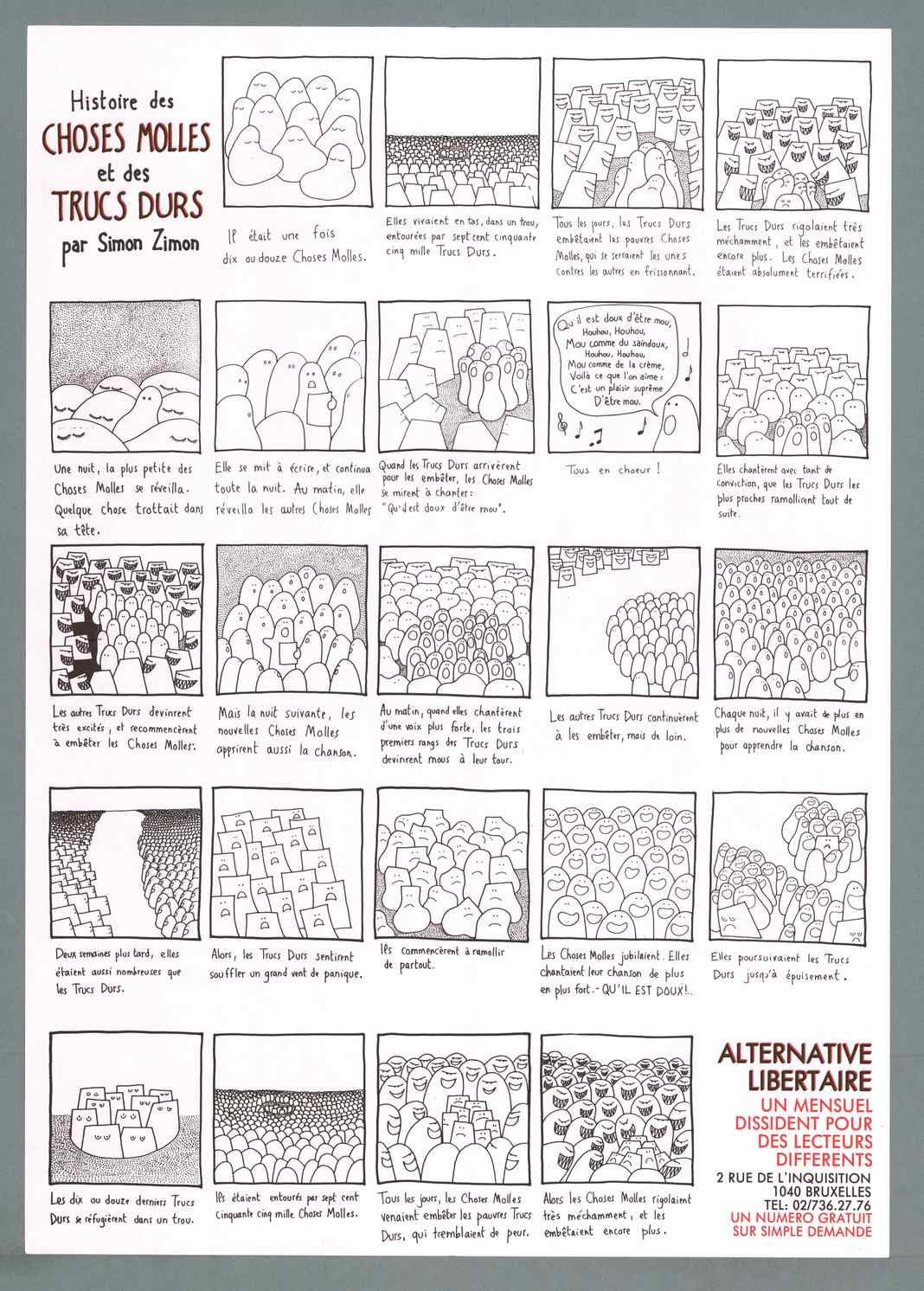
Affiche - 1983
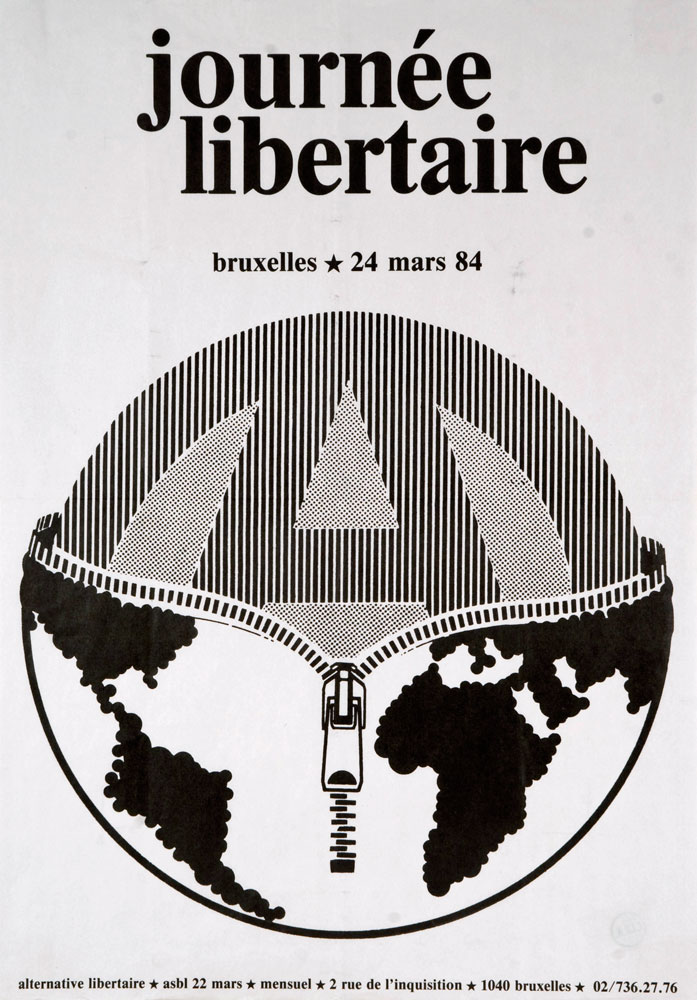
Affiche - 1984

### Les affiches
Le journal publie chaque mois, en encart, une affiche dont une sélection est visible en ligne,.

## Troisième époque
Mai 2001 - Décembre 2005 : après le retrait de Roger Noël, en 2001, l'édition du journal est transférée à Liège. Quelques années plus tard, le réseau de distribution, les abonnements, les lecteurs et, pour finir, le journal disparaissent. Le journal s'éteint finalement en 2005 avec le numéro 282. Cette série comporte une double numérotation : celle de la série et une autre dans la continuité de la précédente série.

### Notices
- Notices d'autorité :   - VIAF
  - IdRef
  - WorldCat
(OCLC 866798780)
- Bibliothèque royale de Belgique : Alternative Libertaire.
- Institut international d'histoire sociale (Amsterdam) : ASBL 22 mars (Bruxelles) - Alternative Libertaire.
- Centre International de Recherches sur l'Anarchisme (Lausanne) : (périodique) Alternative libertaire - Collection Alternative libertaire - Éditeur Alternative libertaire.